# 横浜刑務所横須賀刑務支所
横浜刑務所横須賀刑務支所（よこはまけいむしょよこすかけいむししょ）は、法務省関東矯正管区に属する刑務所である。以前は横須賀刑務所であったが、2007年4月に横浜刑務所管下の刑務支所へ移行した。

## 所在地
- 〒239-0826　神奈川県横須賀市長瀬3-12-3

JR横須賀線久里浜駅・京急久里浜線京急久里浜駅より京浜急行バス市内線久9系統千代ヶ崎行き「法務省官舎前」下車すぐ

かつては同じ横須賀市の大津にあった大津陣屋跡地に立地していたが、久里浜の長瀬3丁目にあった海軍対潜学校跡地に移転した。浦賀水道に面しており、南側には久里浜少年院と、防衛装備庁（旧・防衛省）艦艇装備研究所、港湾空港技術研究所が隣接する。

## 概要
- 収容分類級 - A級・F級
  - 初犯者（A級）および外国人（F級）を収容する男子刑務所。
  - F級は、日本国内で重罪を犯して日本の裁判権が適用された在日米軍兵士を専門に扱い、専用の舎房に収容される。兵士の平均年齢は若く、そのせいか彼らの罪名は強盗、強盗致死傷、強姦致傷、といわゆる「粗暴犯」が9割を占める。在日米軍以外の外国人は、関東地方では前橋刑務所、府中刑務所、川越少年刑務所に収監される。

- 収容定員 - 227人

- 刑務作業として、石鹸製造を行っており、中でもブルースティックは人気がある[2]。

## 沿革
本刑務支所は、大日本帝国海軍隷下の横須賀海軍刑務所を直接のルーツとする。
- 1882年（明治15年） - 神奈川県三浦郡浦賀町大津の大津陣屋跡地に海軍監獄創設。東海鎮守府（後の横須賀鎮守府）隷下。
- 1884年（明治17年） - 軍法会議監獄署と改称。
- 1886年（明治19年） - 横須賀鎮守府に移管。鎮守府監獄署と改称。
- 1923年（大正12年） - 横須賀海軍刑務所に改称。
- 1945年（昭和20年） - 大東亜戦争終結、帝国海軍解体に伴い司法省（現・法務省）に移管、横浜刑務所横須賀出張所となる。
- 1946年（昭和21年） - 横浜刑務所横須賀刑務支所となる[3]。
- 1951年（昭和26年） - 横浜刑務所から独立し、横須賀刑務所が発足。
- 1978年（昭和53年） - 久里浜港突端の海軍対潜学校跡地に現刑務所完成。
- 2007年（平成19年） - 横須賀刑務所閉庁、再び横浜刑務所管下の支所に移行。

## 組織
支所長の下に2課1部門を持つ。
- 庶務課
- 処遇部門
- 医務課

## 出来事
- 1978年（昭和53年）2月3日 - 未決囚2人が第5舎の房の天井を突き破って脱走[4]。